# Katanda
Katanda este un oraș în  provincia Kasai-Oriental, Republica Democrată Congo. În 2012 avea o populație de 30 707 de locuitori, iar în 2004 avea 24 320.